# Oliba de Besalú

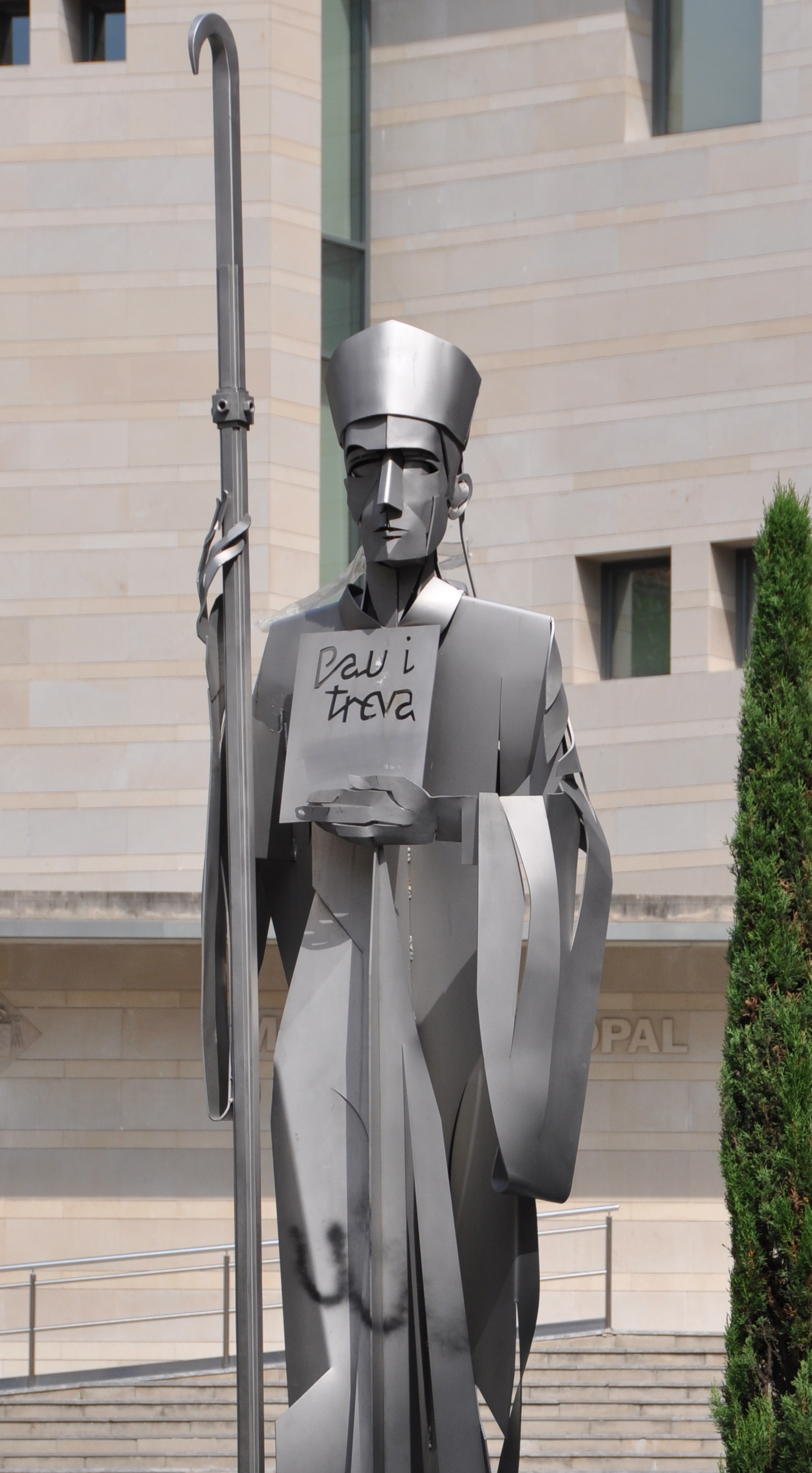
Oliba-Statue in Vic

Abt Oliba (katalanisch Abat Oliba) (* 971 in Besalú; † 1046 in Saint-Michel-de-Cuxa) war Graf von Berga, Abt verschiedener Benediktinerklöster und Bischof von Vic. Er wird von vielen als „geistiger Vater“ Kataloniens angesehen.

## Biografie
Oliba war der dritte Sohn des Grafen Oliba Cabreta von Cerdanya und Besalú und seiner Frau Ermengarda und damit ein direkter Nachfahre Wilfrieds des Haarigen, des Begründers der Dynastie der Grafen von Barcelona.
In den Jahren von 998 bis 1003 war er Graf von Berga, legte dann aber seinen Titel ab und trat in das von Wilfried gegründete Kloster Ripoll ein. Im Jahr 1008 wurde er zu dessen Abt gewählt und aus dynastischen Gründen gleichzeitig Abt von Cuxa, dem das von seinem Halbbruder Bischof Oliba von Elne gegründete Martinskloster auf dem Mont Canigou gehörte. Im Jahr 1011 unternahm er eine Reise nach Rom, bei der es ihm gelang, von Papst Sergius IV. in einer Bulle das Privileg zu erhalten, dass die katalanischen Klöster direkt dem päpstlichen Stuhl unterstellt wurden, wodurch sie ein hohes Maß an Unabhängigkeit gegenüber weltlicher Einflussnahme erlangten. Im Jahr 1018 wurde er überdies zum Bischof von Vic ernannt. In den Folgejahren gründete er weitere Klöster – so z. B. Santa Maria de Montserrat, Sant Miquel de Fluvià und Saint-Martin du Canigou.
Oliba starb im Jahr 1046 im Kloster Saint-Michel-de-Cuxa, das heute im französischen Pyrenäenvorland (Roussillon) liegt, damals aber zur Grafschaft Barcelona gehörte. Auf der dortigen Altarplatte ist sein Name eingeritzt.

## Wirkung
Auf Reisen nach Rom kam er in Kontakt mit den Päpsten Sergius IV. und Benedikt VIII. Bei diesen Reisen wurde er nachhaltig beeindruckt vom Baustil der römischen und vor allem der lombardischen Kirchen, so dass er sie zum Vorbild vieler Neubauten in seinem eigenen Einflussbereich nahm und somit einen neuen Architekturstil in Katalonien einleitete. Zwischen 1025 und 1035 gründete oder erneuerte er die Klöster Montserrat und Saint-Martin-du-Canigou; zudem gilt er als Erbauer der im Jahr 1032 geweihten Basilika Santa Maria in Ripoll, die als eine der schönsten Bauten der spanischen Romanik gilt. Auch der im Jahr 1038 fertiggestellte bzw. geweihte Neubau der Kathedrale von Vic geht sehr wahrscheinlich auf seine Initiative zurück.
Obilo war einer der Initiatoren der Treuga dei von 1033 in Katalonien, womit er die Markt- und Münzrechte seiner Kirche gegen gräfliche Eingriffe schützte. Darüber hinaus engagierte er sich beim Wiederaufbau der von maurischen Truppen zerstörten Städte Manresa und Cardona.
Zudem war er ein großer Förderer der Schreibkunst. Das Scriptorium des Klosters in Ripoll ist berühmt für seine umfassende Bibliothek. Hier befand sich – neben Toledo – eines der Zentren für die Übersetzung alter arabischer Handschriften ins Lateinische. Dank Olibas Aktivitäten blühte das kulturelle Leben in Katalonien neu auf.
Seine Initiativen wirkten lange nach – so gibt es bis auf den heutigen Tag in Katalonien eine Fundación Abat Oliba. In Barcelona ist die Universität Abt Oliba CEU nach ihm benannt.